# Балыктыколь (Бельтерекский сельский округ)
Балыктыколь (каз. Балықтыкөл) — село в Жарминском районе Абайской области Казахстана. Входит в состав Бельтерекского сельского округа. Код КАТО — 634437200.

## Население
В 1999 году население села составляло 96 человек (41 мужчина и 55 женщин). По данным переписи 2009 года, в селе проживало 59 человек (28 мужчин и 31 женщина).